# Wera Nikolajewna Florowskaja
Wera Nikolajewna Florowskaja (russisch Вера Николаевна Флоровская; * 9. Februarjul. / 22. Februar 1912greg. in St. Petersburg; † 22. Januar 2018 in Moskau) war eine  sowjetische bzw. russische Geologin, Geochemikerin und Hochschullehrerin.

## Leben
Florowskaja aus einer Angestelltenfamilie studierte am Allunions-Industrie-Fernstudieninstitut beim Bergbau-Institut Leningrad mit Abschluss 1938. Darauf war sie wissenschaftliche Mitarbeiterin des Museums des Bergbau-Instituts.
Während des Deutschen Angriffskriegs leitete Floworskaja 1941–1944 eine Abteilung des Lumineszenz-Bitumen-Forschungsinstituts des Tatarischen Geologieexplorations-Trusts Tatgeoltrust des Erdöl-Volkskommissariats der UdSSR. Darauf war sie wissenschaftliche Senior-Mitarbeiterin des Moskauer Gubkin-Erdölinstituts und verteidigte 1946 ihre Kandidat-Dissertation mit Erfolg für die Promotion zur Kandidatin der geologisch-mineralogischen Wissenschaften.
Ab Mai 1946 arbeitete Florowskaja an der Lomonossow-Universität Moskau (MGU) zunachst als Assistentin, ab 1948 als Dozentin und schließlich als Professorin. Sie hielt Vorlesungen über Mineralogie und Geochemie fossiler Brennstoffe, geochemische Methoden der Erdöl- und Erdgas-Lagerstätten-suche und die Lumineszenz-Bitumenologische Methode zur Untersuchung von Erdöl und Bitumen. Ihre Doktor-Dissertation über die Lumineszenz-Bitumenologische Methode und ihre Anwendung in der Erdöl-Geologie verteidigte sie 1953 erfolgreich für die Promotion zur Doktorin der geologisch-mineralogischen Wissenschaften.
Ab 1961 leitete Florowskaja das Laboratorium für Lumineszenz-Bitumenologische Untersuchungen des Lehrstuhls für Geologie und Geochemiie fossiler Brennstoffe der Geologie-Fakultät der MGU, das 1968 das Interfakultätslaboratorium für  Lumineszenz-Bitumenologische Untersuchungen natürlicher Kohlenstoffmaterialien wurde. Auf Einladung Marija Glasowskajas arbeitete sie ab 1972 am Lehrstuhl für Landschaftsgeochemie und Bodengeographie der Geographie-Fakultät der MGU. Dort wurden die Auswirkungen der Förderung und des Transports von Erdöl und Erdgas erforscht, und sie leitete das Laboratorium für Lumineszenzuntersuchungen.
Florowskaja ging 1987 in Pension. Sie war mit dem Geologen Wjatscheslaw Melkow (1911–1991) verheiratet.

## Mitgliedschaften
- Mineralogische Allunionsgesellschaft bzw. Russische Mineralogische Gesellschaft
- Wissenschafftlicher Rat für Evolutionsbiochemie und Entstehung des Lebens auf der Erde der Akademie der Wissenschaften der UdSSR bzw. Russischen Akademie der Wissenschaften